# サンマークシティ日暮里
サンマークシティ日暮里（サンマークシティにっぽり）は、東京都荒川区に所在する複合施設。ステーションガーデンタワー、ステーションポートタワー、ステーションプラザタワーの3棟で構成されている。

## 概要
日暮里駅前では老朽した建物が密集し、有効な土地利用が図られていなかった。そのため中央地区・西地区・北地区の3地区において超高層ビルによる再開発事業が行われた。事業費は224億円。東京都交通局日暮里・舎人ライナーの開通が再開発の契機のひとつとなった（タワー完成翌月開業）。荒川都税事務所が入居する。

## ステーションガーデンタワー
ステーションガーデンタワーは、「ひぐらしの里中央地区第一種市街地再開発事業」で建設された超高層ビルで、荒川区内で最も高い建築物となっている。

## 歴史
- 1999年（平成11年）9月 - 再開発推進協議会発足
- 2000年（平成12年）6月 - 市街地再開発準備組合設立
- 2000年（平成12年）10月 - 参加組合員（旭化成ホームズ、積水ハウス）選出
- 2001年（平成13年）12月 - 都市計画決定
- 2003年（平成15年）2月 - 再開発組合設立
- 2004年（平成16年）3月 - 権利変換計画認可
- 2005年（平成17年）7月 - 施設建築物工事着工
- 2008年（平成20年）2月 - 施設建築物工事完了
- 2010年（平成22年）12月 - 公共施設工事完了
- 2011年（平成23年）3月 - 事業完了

## アクセス
- 山手線・京成本線日暮里駅徒歩1分